# 11. avgust
11. avgust je 223. dan leta (224. v prestopnih letih) v gregorijanskem koledarju. Ostaja še 142 dni.

## Dogodki
- 3114 pr. n. št. - ponedeljek, začetek cikličnega štetja po majevskem koledarju dolgega štetja, označen kot [0.0.0.0.0], v proleptičnem gregorijanskem koledarju, ki začenja trenutno dobo
- 2492 pr. n. št. - tradicionalni datum zmage praočeta in ustanovitelja armenskega naroda Hajka nad Belom
- 480 pr. n. št. – Perzijci pod vodstvom Kserksesa I. pri Termopilah premagajo Špartance pod vodstvom Leonidasa
- 1519 – iz Sevilje odpluje na pot okrog sveta pet ladij z 243 mornarji pod poveljstvom Ferdinanda Magellana; 8. septembra 1522 se je vrnila samo Victoria z 18 mornarji
- 1789 – francoska Narodna skupščina ukine fevdalizem in razlasti cerkvene redove
- 1805 – Franc I. uzakoni osnovno šolanje po vsej avstrijski monarhiji
- 1858 – Christian Almer, Peter Bohren in Charles Barington se kot prvi ljudje povzpnejo na Eiger
- 1863 – Francija zasede Kambodžo
- 1892 – po vsej Avstro-Ogrski vpeljana enotna valuta avstro-ogrska krona
- 1918 – konec bitke pri Amiensu
- 1919 – sprejeta ustava Weimarske republike
- 1934 – odprt zvezni zapor na otoku Alcatraz
- 1938 – izdan odlok o ustanovitvi Slovenske akademije znanosti in umetnosti
- 1941:
  - Japonska razglasi splošno vojaško mobilizacijo
  - začetek tajnega srečanja med Churchillom in Rooseveltom, ki pripeljejo do podpisa atlantske listine
- 1951 – René Pleven postane francoski predsednik vlade
- 1952 – Husein postane jordanski kralj
- 1960 – Čad postane neodvisna republika
- 1965 – v Wattsu (predel Los Angelesa) se prično medrasni nemiri
- 1970 – Van Brode Milling Company prejme patent za »spork« - kombinacijo žlice in vilic
- 1972 – še zadnja ameriška enota se umakne iz Južnega Vietnama
- 1994 – 65 ljudi izgubi življenje ob trčenju Boeinga 737 v ekvadorski ognjenik Chichontepec
- 1999 – v Evropi in Aziji je viden popolni Sončev mrk
- 2003:
  - NATO prevzame poveljstvo nad mirovnimi silami v Afganistanu, to je prva operacija tega zavezništva izven Evrope
  - v Bangkoku aretirajo Riduana Isamuddina - Hambalija, voditelja indonezijske teroristične skupine Jemaah Islamiyah

## Rojstva
- 1086 – Henrik V., rimsko-nemški cesar († 1125)
- 1472 – Nikolaus von Schönberg, nemški kardinal († 1537)
- 1716 – Eugenius Bulgaris, grški teolog, filozof († 1806)
- 1778 – Friedrich Ludwig Jahn, nemški pedagog, patriot († 1852)
- 1802 – Jernej Vidmar, slovenski škof († 1883)
- 1807 – David Rice Atchison, ameriški politik († 1886)
- 1833 – Robert Green Ingersoll, ameriški politik in govornik († 1899)
- 1858 – Christiaan Eijkman, nizozemski zdravnik, patolog, nobelovec 1929 († 1930)
- 1864 – Duarte Leite, portugalski politik, zgodovinar, matematik, diplomat († 1950)
- 1882 – Rodolfo Graziani, italijanski maršal in politik († 1955)
- 1892 – Władysław Anders, poljski general († 1970)
- 1897 – Enid Blyton, angleška pisateljica († 1968)
- 1900 – Charlie Paddock, ameriški atlet († 1943)
- 1902 – Alfredo Binda, italijanski kolesar († 1986)
- 1905 – Erwin Chargaff, avstrijski kemik poljskega rodu († 2002)
- 1912 – Eva Ahnert-Rohlfs, nemška astronomka († 1954)
- 1916 – Johnny Claes, belgijski avtomobilistični dirkač († 1956)
- 1921 – Alex Palmer Haley, ameriški zgodovinar, pisatelj († 1992)
- 1926 – Aaron Klug, britanski biofizik, kemik, nobelovec 1982 († 2018)
- 1932 –
  - Fernando Arrabal, španski pisatelj, pesnik, dramatik, scenarist, filmski režiser
  - Martin Sagner, hrvaški igralec († 2019)
- 1938 – Branko Stanovnik, slovenski kemik
- 1941 – Ala Kušnir, rusko-izraelska šahistka († 2013)
- 1943 – Pervez Mušaraf, pakistanski general, predsednik († 2023)
- 1947 – Alois Schloder, nemški hokejist
- 1948 – Jan Palach, češki študent († 1969)
- 1950 –
  - Steve Wozniak, ameriški računalnikar
  - Gennadij Nikolajevič Nikonov, ruski razvijalec orožja († 2003)
- 1953 – Hulk Hogan, ameriški rokoborec
- 1956 – Pierre-Louis Lions, francoski matematik
- 1966 – Juan María Solare, argentinski pianist, skladatelj
- 1980 – Sébastien Squillaci, francoski nogometaš
- 1984 – Lucas di Grassi, brazilski avtomobilistični dirkač
- 1993 – Alyson Stoner, ameriška filmska in televizijska igralka, pevka

## Smrti
- 480 pr. n. št. – Leonidas, špartanski kralj
- 1184 – Ermengol VII., grof Urgella
- 1204 – Guttorm Sigurdsson, norveški kralj (* 1199)
- 1212 – Beatrika Švabska, princesa, rimsko-nemška cesarica (* 1198)
- 1253 – Klara Asiška, italijanska svetnica, soustanoviteljica reda klaris (* 1193)
- 1259 – Möngke, mongolski veliki kan (* 1209)
- 1332 –
  - Domhnall II., škotski regent, grof Mar (* 1302)
  - Murdoch III., grof Menteith
  - Robert II. Keith, škotski plemič, grof Marischal
  - Robert Bruce, škotski vitez, baron Liddesdala, nezakonski sin kralja Roberta Bruca
  - Thomas Randolph, škotski general, 2. grof Moray
- 1456 – János Hunyadi, ogrski vojskovodja, oče Matije Korvina  (* 1387)
- 1464 – Nikolaj Kuzanski, nemški kardinal, matematik, filozof (* 1401)
- 1578 – Pedro Nunes, portugalski matematik, geograf (* 1502)
- 1614 – Lavinia Fontana, italijanska slikarka (* 1552)
- 1841 – Johann Friedrich Herbart, nemški filozof in pedagog (* 1776)
- 1844 – Jernej Kopitar, slovenski jezikoslovec (* 1780)
- 1882 – Edward Henry Palmer, angleški orientalist (* 1840)
- 1890 – John Henry Newman, angleški teolog, katoliški kardinal, traktarijanec (* 1801)
- 1919 – Andrew Carnegie, škotsko-ameriški poslovnež, človekoljub (* 1835)
- 1924 – Klement Jug, slovenski planinec, pisatelj, filozof (* 1898)
- 1937 – Edith Wharton, ameriška pisateljica (* 1862)
- 1942 –
  - Tone Čufar, slovenski pesnik, pisatelj in dramatik (* 1905)
  - Slavko Savinšek, slovenski pesnik in pisatelj (* 1897)
- 1953 – Janko Mlakar, slovenski pisatelj (* 1874)
- 1956 – Jackson Pollock, ameriški slikar (* 1912)
- 1958 – Ivan Čargo, slovenski slikar (* 1898)
- 1973 – Cvetana Priol, slovenska učiteljica glasbe in Božja služabnica (* 1922)
- 1979 – Georgij Vasiljevič Florovski, ruski teolog (* 1893)
- 1995 – Alonzo Church, ameriški matematik, logik (* 1903)
- 2014 – Robin Williams, ameriški igralec in komik (* 1951)